# If I Don't Have You (single de Tamar Braxton)
Singles de Tamar Braxton
Let Me Know
(2015) My Man
(2017)
If I Don't Have You, sortie le 27 mai 2015, est une chanson de Tamar Braxton, deuxième single extrait de son troisième album, à paraître en 2015. Elle est écrite par Tamar Braxton et composée par Da Internz. Elle atteint la dix-neuvième place du Hot R&B/Hip-Hop Airplay et le  sixième rang du Adult R&B National Airplay. 
Le 7 décembre 2015, le single est nommé à la 58e cérémonie des Grammy Awards pour la meilleure performance rnb.

## Composition
If I Don't Have You, titre RnB contemporain, parle d'une femme qui ne voit aucun sens à sa vie sans son amour pour un homme,.

## Performance commerciale
La chanson atteint la 19e place du Hot R&B/Hip-Hop Airplay. Elle se classe au 6e rang du Adult R&B National Airplay.
Le 7 décembre 2015, le single est nommé à la 58e cérémonie des Grammy Awards pour la meilleure performance rnb.

## Vidéoclip
Le vidéo clip qui illustre la chanson est dirigé par Darren Craig. Il y démontre Tamar accompagnée de ses amies superstars comme NeNe Leakes, Shateria Moragne, Malikah Haqq et sa sœur jumelle Khadijah Haqq et de sa mère Everlyn Braxton, en train de chanter dans une immense villa dans un style années 1930 très chic et très élégant.

## Pistes et formats
Téléchargement digital
1. "If I Don't Have You" - 4:12

## Classement hebdomadaire
| Chart (2015)               | Peak position |
| -------------------------- | ------------- |
| Hot R&B/Hip-Hop Airplay    | 19            |
| Adult R&B National Airplay | 6             |